# 足羽神社
足羽神社（あすわじんじゃ）は、福井県福井市足羽に鎮座する神社である。式内社、旧・県社。

## 祭神
継体天皇・「生井神」・「福井神」・「綱長井神」・「阿須波神」・「波比岐神」が祀られる。
神徳は次のとおり。
- 継体天皇 - 越前開闢之祖人。名前にあやかって継続繁栄、また、子が多かったことから子授け、安産、子孫繁栄の神である。
- 大宮地之霊 - (別称)坐摩神。以下の5柱の総称。
  - 生井神 - 生命の源の神　
  - 福井神 - 栄・幸・福の神
  - 綱長井神 - 長寿の神

生井神、福井神、綱長井神はいずれも井戸の神、水の神である。
- 阿須波神 - 足羽神、足場の神とも伝えられ、旅行・交通守神、工事安全守神である。万葉集巻二十に「庭中（にはなか）の阿須波の神に小柴さし吾（あれ）は斎（いは）はむ帰り来（く）までに」の歌がある。
- 波比岐神 - 人の出入りを守護する門の神、災難除けの神である。

## 神紋

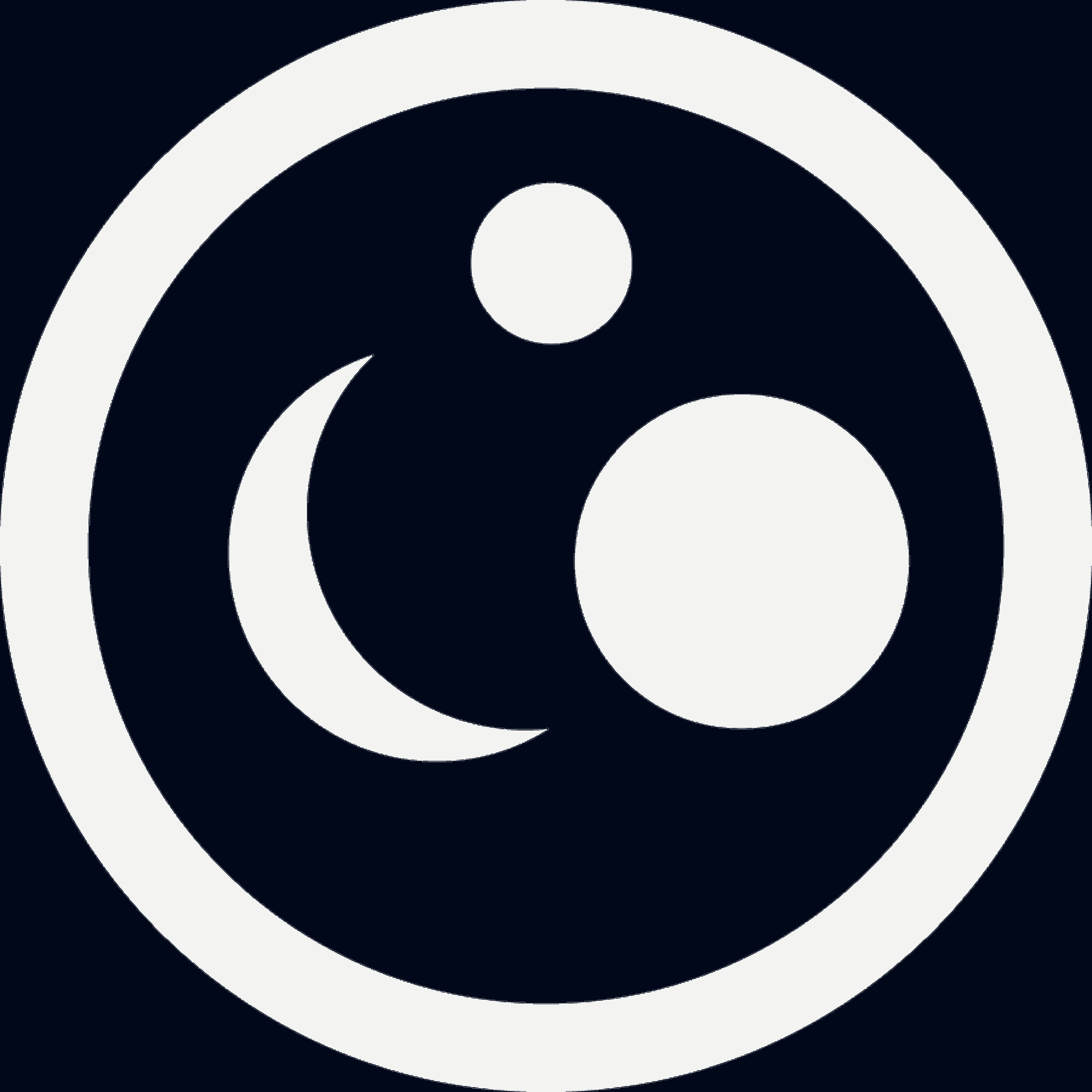
三光（足羽神社の神紋。）

太陽、月、北極星の文様を組み合わせた紋（三光の紋）。北極星は天皇の象徴、太陽と月は命と力の源を意味するといわれている。全国でも3社しかない紋。　

## 由緒
継体天皇が男大迹王皇子として越前にいた時、大宮地の霊を祀ったという。大宮地の霊とは宮中の座摩5座の神であり、足羽神はその1座である。奉斎した後、越後平野の治水工事を起こし、即位して大和に上る時に自分の活霊も祀り、祭事を馬来田皇女に託した。延暦10年（791年）4月、従五位下に叙され（『続日本紀』）、仁寿元年（851年）正月、従四位下が加えられ（『文徳天皇実録』）、延喜の制において小社に列せられ、天慶3年（940年）正月には従三位（『日本紀略』）、承暦4年（1080年）にこの神を穢す祟りがあったとして、社司に中祓が科せられた（『朝野群載』）。なお、国内神名帳である『越前国惣神分』には、正一位足羽大明神と記載される。
鎌倉時代以後、武家からの崇敬が篤く、領主の朝倉氏などが社領を寄した。江戸時代に、福井藩主越前松平家代々の尊信が深厚であった。

## 文化財
光明天皇ならびに仁孝天皇から大宮地という宸筆の額字を賜り、旧・国宝（現行法の重要文化財に相当）に指定されていたが、太平洋戦争により焼失した。
（指定解除された旧国宝）
- 紙本墨書光明院宸翰
- 紙本墨書仁孝天皇宸翰

## 天然記念物

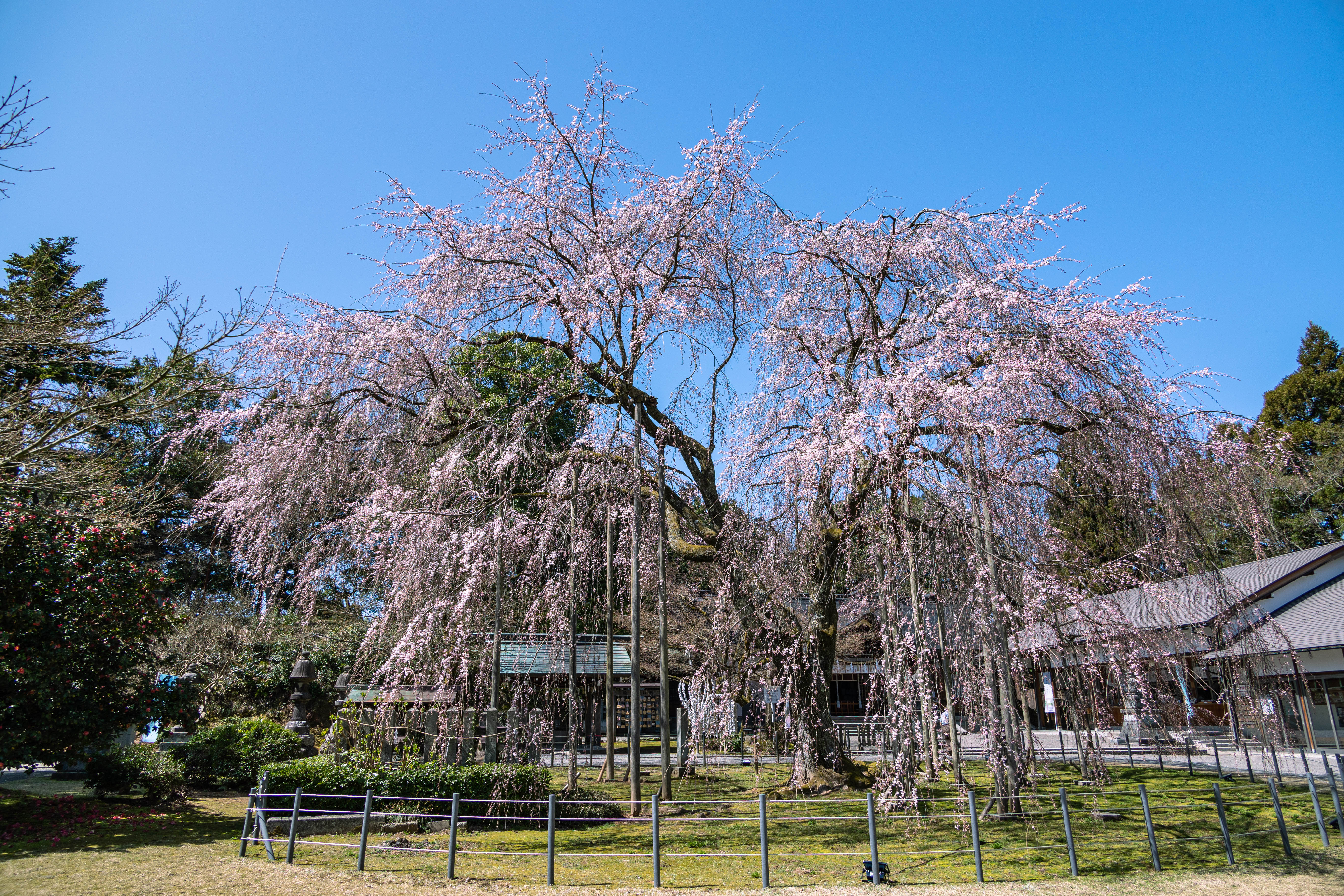
しだれ桜

- シダレ桜

社殿前にあり、古くから「足羽さんのしだれさくら」として親しまれてきた。 樹齢381年（2024年（令和6年）現在）とされ春には多くの人が訪れる。
1900年（明治33年）橋南の大火で焼けたが、その後回生し、高さ6メートルの大木に育った。1970年（昭和45年）に福井市の天然記念物に指定された。
- タカオモミジ

正面参道の真ん中にあり、シダレザクラとともに古くから知られている。高さ14メートル。

## 石碑・石造物

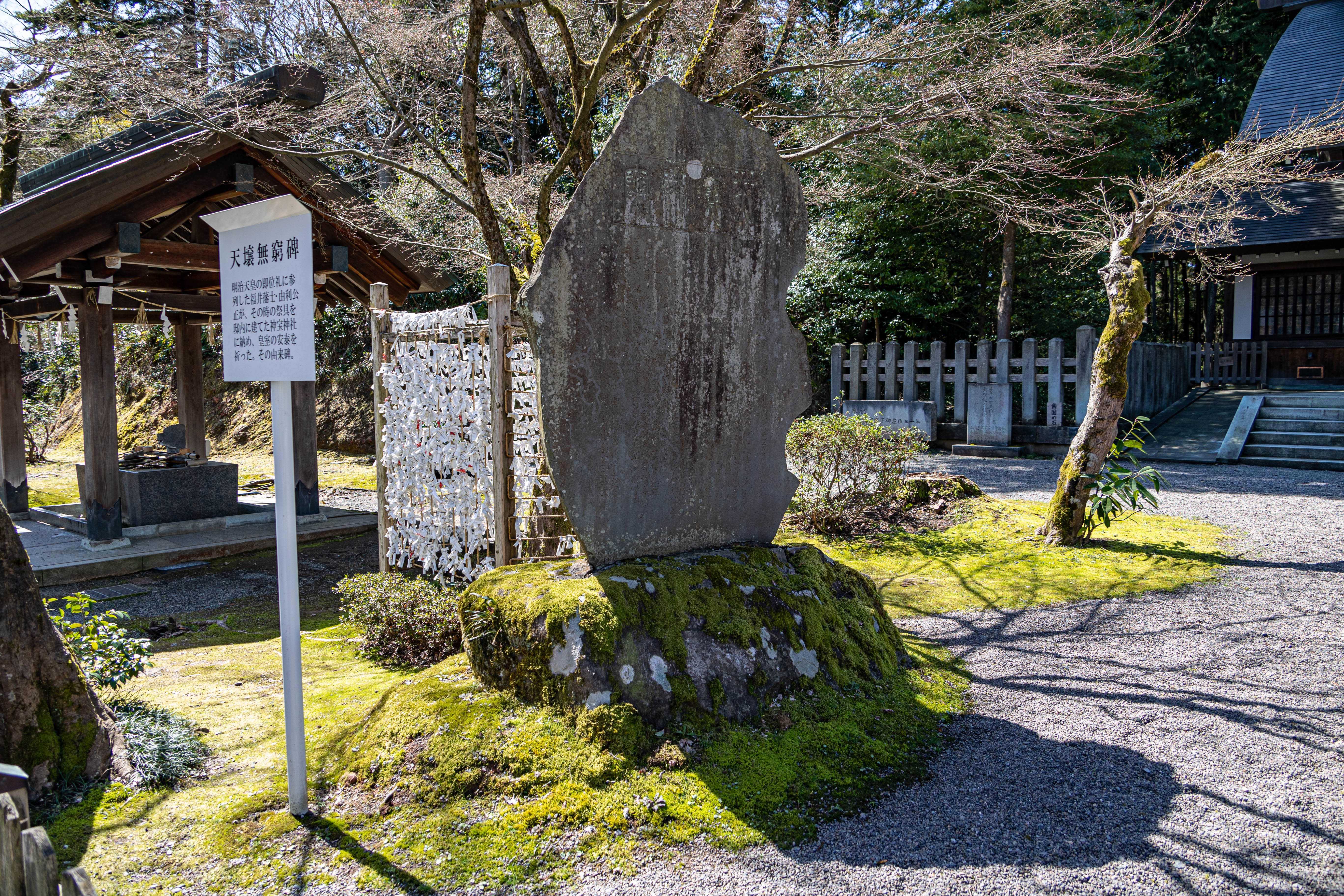
天壌無窮碑
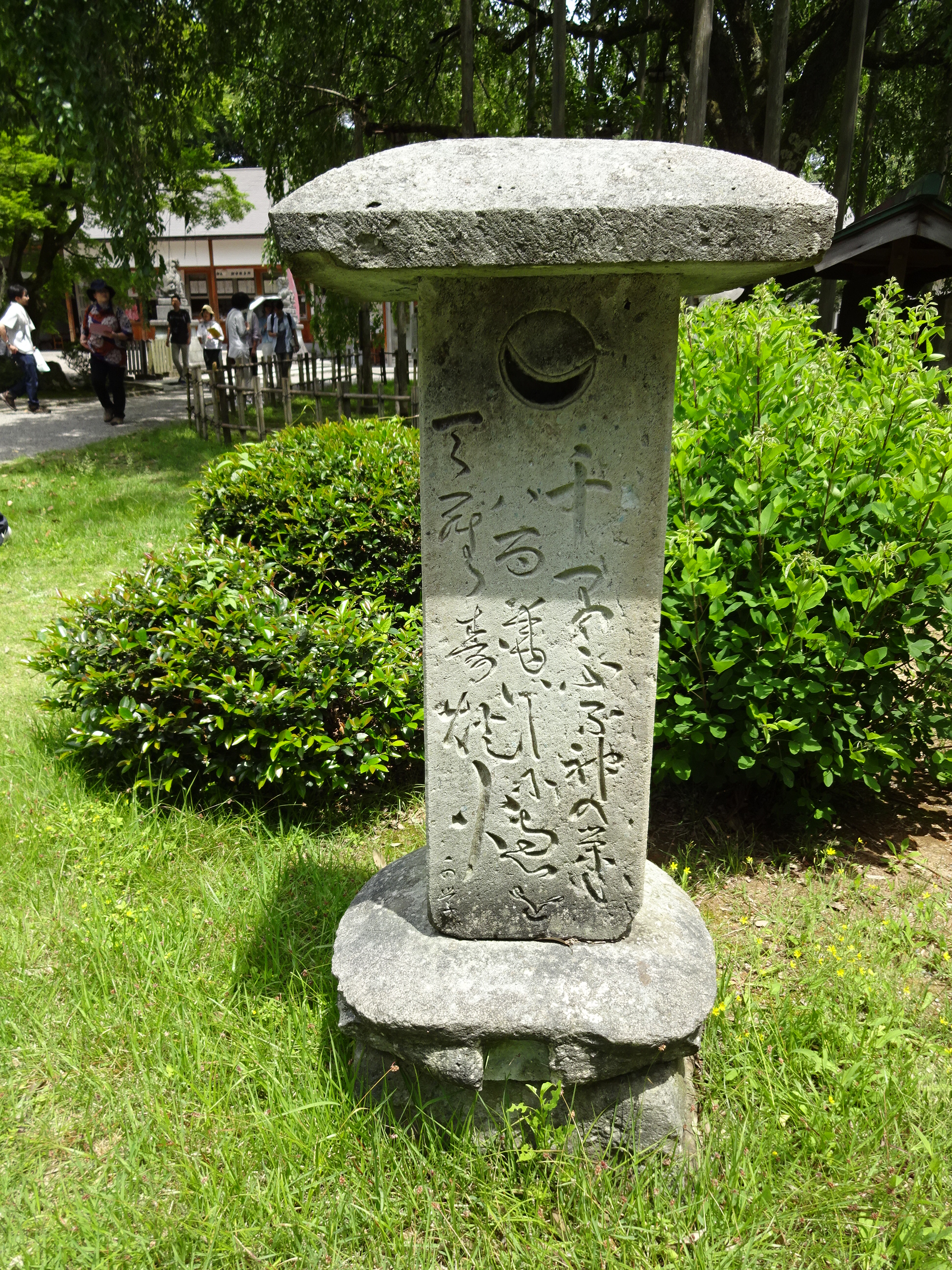
小燈籠
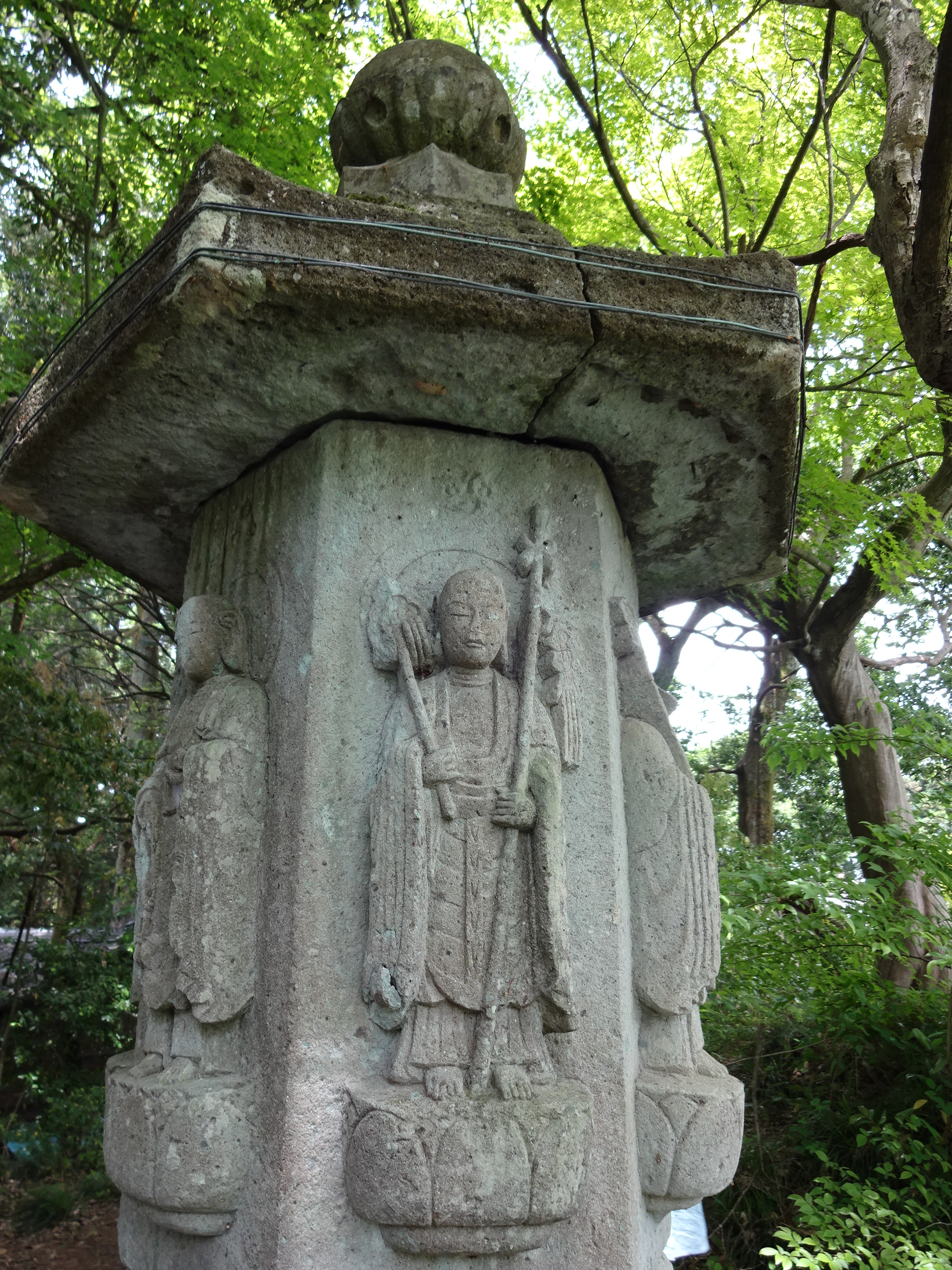
六地蔵宝塔
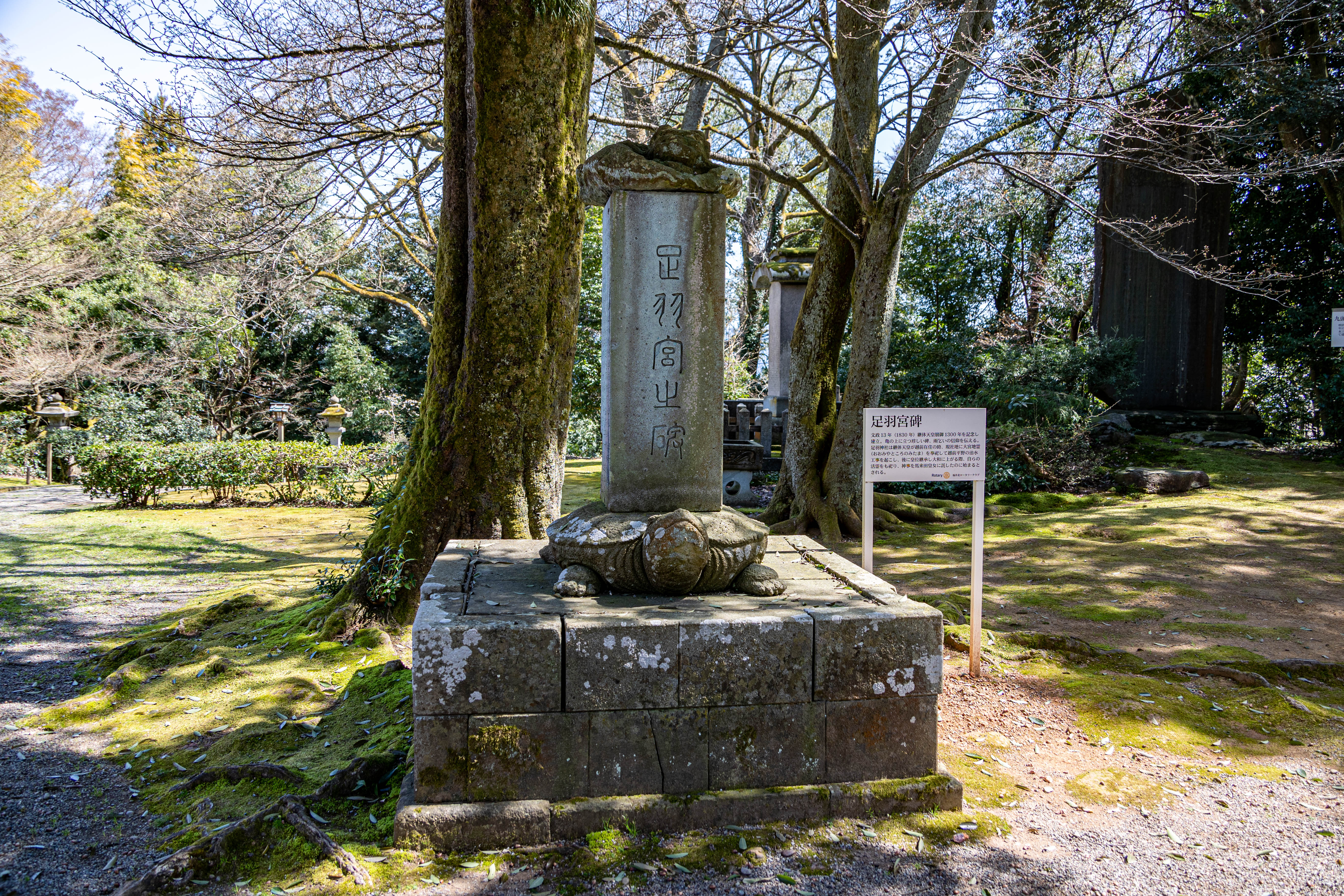
足羽宮碑
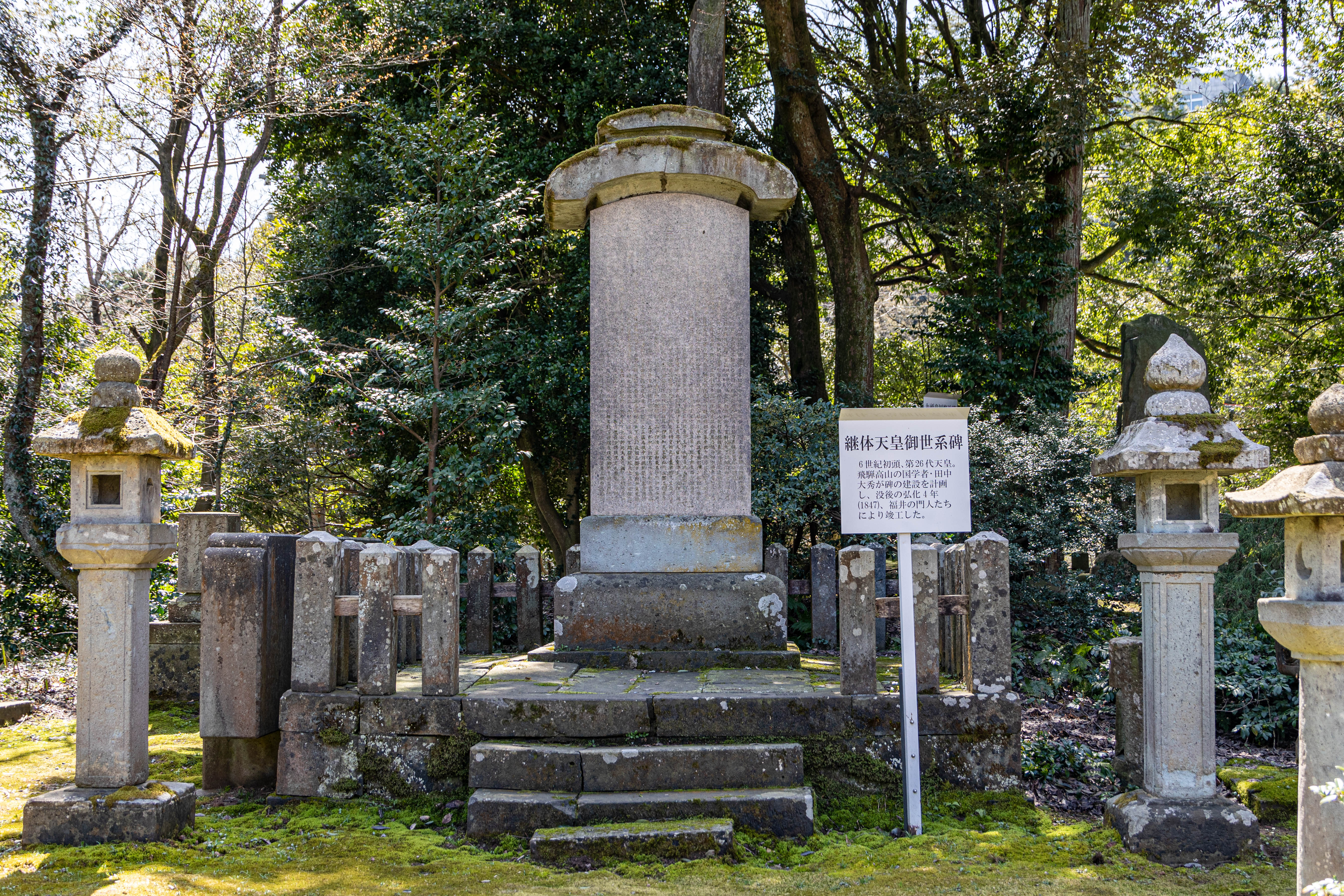
継体天皇御世系碑
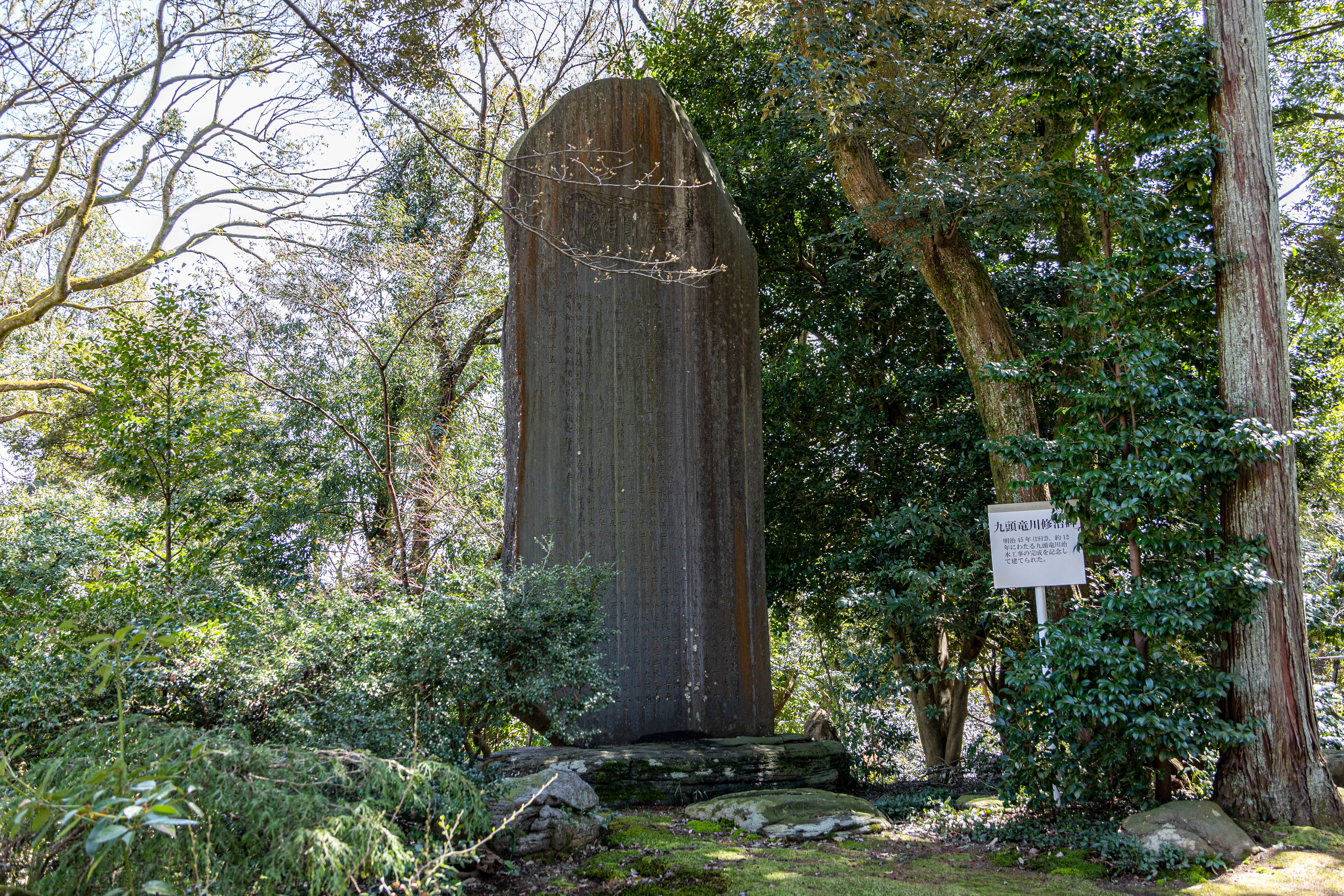
九頭龍川修治碑

境内にあった、神宝神社の由来碑。1890年（明治23年）の建立。神宝神社は、明治天皇即位に参列した福井藩士由利公正が、下賜された祭器を御霊代として天照大神を祀ったもので、明治4年（1871年）に由利邸内から足羽神社内に遷された。
- 小燈籠

文政元年（1818年）に神社が木田の大火により被災し、文政3年(1820年）藩主松平治好により再建された。そののち、文政4年（1821年）、松塚則安の発起によって奉納されたもの。正面に和歌、右側面に「継体天皇紀」、裏面に足羽神社略縁起、左側面に「松塚則安発起　文政四年辛巳冬十月再建　馬来田神主善包朝臣代」と刻まれている。
- 六地蔵宝塔

元禄14年（1701年）に松玄院第八世諶応等が開眼導師となり、常陸国真壁郡小栗庄下館の真誉諶入が建立した。菩提車六地蔵とも呼ばれる。六角石の上部は地蔵の彫刻で、中央に六角形の木製車輪があり、これを回転させると災難から免れるという。
遊楽寺は、元々朝倉一乗谷にあり、朝倉氏滅亡ののち、柴田勝家により足羽山に遷され愛宕山有楽寺となり、別当松玄院を建立した。明治3年（1867年）神仏分離の際昌救院と合併、愛宕神社となったが、1900年（明治33年）の大火で全焼した。
- 足羽宮碑

文政13年（1830年）に継体天皇崩御1300年を記念し、石場町の富商等が建立したもの。正面に「足羽宮之碑」と題し、左側面から裏面、右側面にかけてこの時の由来が刻まれている。
- 継体天皇御世系碑

飛騨高山の国学者田中大秀は、継体天皇の御世系を研究し碑の建設を計画したが、没後、弘化4年（1847年）に門徒たちにより建立された。
- 九頭龍川修治碑

1900年（明治33年）に国の直轄事業で、九頭龍川の支流などを大規模に改修工事を行ったが、治水伝説のある継体天皇を祭る当社に記念碑が建立された。
- 天壌無窮碑
- 小燈籠
- 六地蔵宝塔
- 足羽宮碑
- 継体天皇御世系碑
- 九頭龍川修治碑

## 祭礼
- 1月1日 - 歳旦祭
- 1月15日 - 左義長祭
- 2月3日 - 節分祭
- 2月11日 - 建国記念祭
- 2月中旬 - 太子祭
- 3月14日 - 足羽神社総代奉告祭
- 3月20日 - 兼務神社総代奉告祭
- 4月上旬 - 桜まつり
- 4月14日 - 足羽山招魂社春季例大祭
- 5月14日 - 神幸祭
- 5月15日 - 春季例大祭
- 6月16日 - 大祓式（夏越の大祓）
- 6月30日 - 輪くぐり祭（白川流で行われる）[15]
- 8月15日 - 終戦記念祭
- 9月第2日曜 - 奉吟祭
- 9月19日 - 宵宮祭
- 9月20日 - 秋季例大祭
- 9月21日 - 後日祭
- 9月25日 - 足羽山招魂社秋季例大祭
- 9月十五夜 - 観月祭
- 10月7日 - 左内祭（橋本左内忌句会）
- 10月15日 - 人形感謝祭
- 11月15日 - 七五三詣
- 11月最終土曜 - 大麻頒布始奉告祭
- 12月23日 - 天長祭
- 12月31日 - 大祓式